# Station Tarczyn
Station Tarczyn is een spoorwegstation in de Poolse plaats Tarczyn.